# Adolphe Pégoud
Adolphe Célestin Pégoud (ur. 13 czerwca 1889 w Montferrat, zm. 31 sierpnia 1915 w Petit-Croix) – francuski lotnik z początkowego okresu I wojny światowej, pierwszy as myśliwski, pionier akrobacji lotniczej i spadochroniarstwa.

## Życiorys

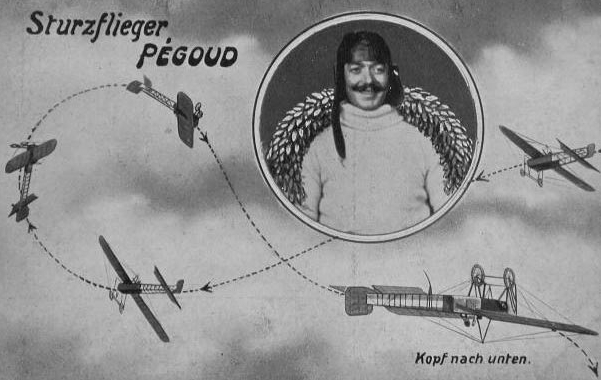
Niemiecka pocztówka poświęcona Pégoudowi i akrobacji lotniczej

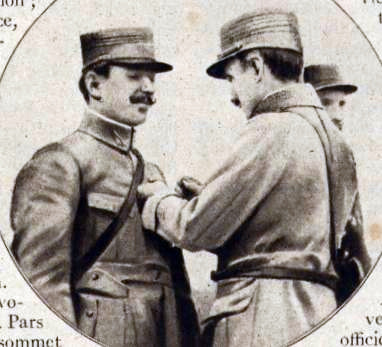
Pégoud dekorowany Krzyżem Wojennym

Urodzony w wiosce Montferrat, w wieku 18 lat wstąpił do służby wojskowej w kawalerii, służąc m.in. w północnej Afryce. W lutym 1913 zakończył służbę wojskową i poświęcił się lotnictwu. Już 1 marca 1913 uzyskał licencję pilota (nr 1243), po czym został oblatywaczem w zakładach lotniczych Blériota, stając się już przed wojną znanym lotnikiem. 19 sierpnia 1913 wykonał pierwszy w świecie skok ze spadochronem z samolotu. 21 września 1913, na samolocie Blériot XI, podczas pokazu w Buc, pierwszy raz wykonał publicznie pętlę (w pierwszeństwie wykonania tego manewru wyprzedził go o kilka dni rosyjski lotnik Piotr Niestierow, lecz dopiero wyczyn Pégouda stał się znany szerzej). Prowadząc w wielu europejskich krajach publiczne pokazy akrobacji w 1913 i 1914, wykonywał także takie figury jak ślizg i lot odwrócony. 
Po wybuchu I wojny światowej, w 1914, wstąpił do francuskiego lotnictwa wojskowego, które pełniło wówczas jeszcze głównie funkcję rozpoznawczą. Latając w eskadrze MF 25 na samolocie Farman MF jako pilot, z mechanikiem-obserwatorem Léonem Lerendu, wykonywali misje bombowe i rozpoznawcze, a przy nadarzających się okazjach próbowali ścigać niemieckie samoloty. 1 października przy pomocy zrzucanych stalowych strzałek zniszczyli niemiecki balon obserwacyjny. 9 października Pégoud został po raz pierwszy wymieniony w rozkazie armii, w grudniu awansowany na stopień Adjudant. 5 lutego 1915 Pégoud zaatakował dwa niemieckie samoloty rozpoznawcze Taube i Aviatik, które zostały zestrzelone przez Lerendu z karabinu maszynowego, po czym zmusili oni do lądowania trzeci samolot. Za ten czyn Pégoud został odznaczony 17 lutego Medalem Wojennym (Médaille militaire). Z uwagi na osiągnięcia i sławę jako lotnika, prasa francuska zaczęła nazywać Pégoud „asem” (błędnie uważa się czasami, że pierwszym asem był Roland Garros). W ten sposób po raz pierwszy pojawiło się określenie lotnika jako asa, nadawane następnie lotnikom, którzy zniszczyli co najmniej 5 samolotów wroga (jako pierwszemu: Jeanowi Navarre). 
W ciągu następnych miesięcy załoga Pégouda zniszczyła 2 dalsze niemieckie samoloty. Szóste zwycięstwo 11 lipca 1915, na samolocie Nieuport 10 w eskadrze MS 49, było jednocześnie pierwszym w charakterze lotnika „czysto” myśliwskiego. Pégoud lecąc sam zestrzelił samolot Aviatik z karabinu maszynowego, zamontowanego przez siebie pod kątem do góry, w celu ominięcia śmigła. Został następnie awansowany na stopień oficerski Sous-lieutenant (podporucznik). Wymieniany kilkakrotnie w rozkazach armii, został odznaczony Krzyżem Wojennym (Croix de Guerre) z palmami. Według danych francuskich, Pégoud odniósł łącznie 6 zwycięstw powietrznych oraz 3 niepotwierdzone, faktycznie jednak większość zestrzeleń dokonali strzelcy-obserwatorzy z jego załogi.
28 sierpnia 1915 podczas walki powietrznej, samolot Pégouda został uszkodzony. Zdołał doprowadzić jednak samolot na lotnisko, za co został odznaczony Legią Honorową V klasy. W kolejnej jednak walce powietrznej 31 sierpnia 1915, Pégoud został śmiertelnie raniony przez strzelca niemieckiego samolotu rozpoznawczego i jego Nieuport rozbił się. Pilot niemieckiego samolotu, Kandulski, przed wojną uczył się pilotażu u Pégouda.

## Odznaczenia
- Legia Honorowa;
- Médaille militaire;
- Krzyż Wojenny (Francja)[1] .